# Teatre Grec
Il Teatre Grec è un teatro all'aperto situato nella montagna di Montjuïc nella città di Barcellona.
Nonostante il suo nome, non si tratta di una costruzione fatta dagli antichi Greci, ma venne progettato e costruito nel 1929 in occasione dell'Esposizione Internazionale di Barcellona dall'architetto Reventós Ramon e da Nicolau Maria Rubió, che si ispirarono alla pianta del teatro di Epidauro ricavandolo in una vecchia cava in montagna.
La superficie del teatro è di 460 metri quadrati e può ospitare circa 1.900 spettatori. Accanto al teatro si trovano dei giardini, progettati da Rubió i Tudurí e da Jean-Claude Nicolas Forestier e un padiglione utilizzato per concerti e oggi adibito a ristorante. 
Dalla fine della Guerra civile spagnola il teatro non venne più utilizzato fino al 1952 quando si inaugurò nuovamente con l'Edipo re di Sofocle. Da allora le rappresentazioni estive si svolgono regolarmente  con spettacoli di teatro, opera, zarzuela, danza, musica, spettacoli folcloristici, e così via. 
Tra il 1969 e il 1972 il teatro rimase chiuso, mentre dal 1973 al 1975 la gestione del teatro fu privata finché nel 1976 tornò nelle mani del municipio, che inaugurò il primo Festival Grec, il cui successo fece sì che si replicasse ogni anno tra giugno e agosto, con l'eccezione del 1979.